# Schwinge (Elbe)
Die Schwinge (Sw) ist ein 28,7 Kilometer langer, linksseitiger Nebenfluss der Elbe in Niedersachsen.

## Name
Erstmals urkundlich erwähnt wurde die Schwinge im 13. Jahrhundert als Swenge. Der Name leitet sich wahrscheinlich vom altsächsischen Verb swingan „schwingen, sich ausbreiten“ ab und nimmt wohl Bezug auf den Unterlauf, der von den Gezeiten (schwankender Wasserstand) betroffen ist.

## Geografie

### Verlauf
Die Schwinge entspringt im Hohen Moor bei Mulsum auf der Stader Geest im Bifurkationsgebiet mit der Oste. Von hier fließt sie in einem weitgehend natürlichen, mehr als 20 Kilometer langen Oberlauf zur Hansestadt Stade.

## Bedeutung
In Stade liegt der ca. 1000 Jahre alte Hansehafen an der Schwinge. Seit 1792 wird hier der Oberlauf durch das Siel an der Salztorschleuse vom Tidefluss getrennt; es beginnt der Unterlauf der Schwinge, welcher bei Stadersand nordöstlich von Stade bei Elbkilometer 654,8 in die Unterelbe mündet. Der mittlere Tidenhub des Unterlaufs ist aufgrund der Elbvertiefung auf 3,30 Meter gestiegen, die Pegelschwankungen im Oberlauf durch den Rückstau bei geschlossenen Sieltoren betragen dagegen nur wenige Dezimeter. Trotz der Eindeichung werden die Ufer des Unterlaufs von schmalen Streifen außerordentlich seltenen Süßwasserwatts gesäumt.
Von der Elbe bis zur Salztorschleuse in Stade ist die Schwinge eine 4,6 Kilometer lange Bundeswasserstraße, auf den ersten 700 Metern bis zur Saline-Verladestelle der Klasse IV, ab da der Klasse II. Auf ihr gilt die Seeschifffahrtsstraßen-Ordnung, zuständig ist das Wasserstraßen- und Schifffahrtsamt Hamburg. Alle an der Schwinge gelegenen Orte sind seit der Fertigstellung des Schwingesperrwerks nahe der Mündung im Jahr 1971 besser gegen Hochwasser durch Sturmfluten geschützt. Die 16 m breite Öffnung wird durch zwei Stemmtore verschlossen.
Vom Spätmittelalter bis in die 1950er Jahre wurde die Schwinge durch Ewer für den Gütertransport genutzt. Bei Ausbaggerungen der Schwinge und des Hansehafens konnten unzählige historische Fundstücke geborgen werden, unter anderem die berühmten Inschriftenschwerter mit dem Namenszug Ulfberht aus dem 8. bis 12. Jahrhundert.
Heute dominiert dagegen der Freizeit- und Sportbootverkehr die Schifffahrt auf dem Unterlauf, oberhalb von Stade ist die Schwinge nicht schiffbar.

## Landschaftsschutzgebiete
Die Niederungslandschaft der Schwinge und ihrer Nebengewässer steht in weiten Bereichen bis in das Stader Stadtgebiet hinein unter Landschaftsschutz.
Das Schwingetal liegt südwestlich von Stade und ist in der Niederung besonders geprägt durch den mäandrierenden Verlauf der Schwinge, den hohen Grünlandanteil sowie ungenutzte und extensiv genutzte Flächen. Mit dem Vorkommen der Au- und Moorwälder in der Niederung sowie den historisch alten Buchen- und Eichen-Hainbuchenwäldern vorwiegend an den Talhängen weist das Gebiet zugleich selten gewordene Landschaftselemente auf, die sich gleichzeitig durch eine besondere Schönheit auszeichnen.
Der Charakter des südlich der Bundesstraße 74 gelegenen Landschaftsschutzgebiets Schwinge und Nebentäler, das die Naturschutzgebiete Steinbeck, Deinster Mühlenbach und Fredenbecker Mühlenbach überlagert, wird bestimmt durch die weite, offene Tallandschaft der Schwingeniederung mit der vorherrschenden Grünlandnutzung.
Die Schwingewiesen im Stader Stadtgebiet zeichnen sich schließlich durch die offene Wiesenlandschaft der Schwinge mit ihrem Altarm aus.